# Vladímir Senílov
Vladímir Alekséievitx Senílov, rus: Влади́мир Алексе́евич Сени́лов (Viatka, llavors Imperi Rus, 1875 - Petrograd, 1918) fou un compositor rus.
Estudià amb Riemann i amb Rimski-Kórsakov en el Conservatori de Sant Petersburg. En la seva època fou un dels músics més distingits.
A més de les òperes russes Georg "el Brau" i Wassily Busslajan, va compondre; una simfonia, una obertura, quatre poemes simfònics, entre ells el titulat Pan i els Escites, dos quartets per a instruments d'arc, un Poema per a violoncel i orquestra, unes Variacions per a piano, una suite per a soprano i orquestra, diverses peces corals per a veus de dona, lieder, i diversos arranjaments d'antics cants populars russos.